# Leopold Rudolf
Ne doit pas être confondu avec Rudolf Leopold.
Pour l’article homonyme, voir Rudolf.
Leopold Rudolf (né le 3 mai 1911 à Vienne, mort le 4 juin 1978 dans la même ville) est un acteur autrichien.

## Biographie
Après une formation de comédien auprès de Rudolf Beer à Vienne, il fait ses débuts au Salzburger Landestheater en 1937 dans Der weiße Heiland de Gerhart Hauptmann. Après des engagements à Fürth et à Nuremberg, il rejoint le Theater in der Josefstadt à Vienne en 1945 par l'intermédiaire de Rudolf Steinboeck, il appartiendra à l'ensemble jusqu'à sa mort. Il joue également au Theater am Kurfürstendamm (1955), au Thalia Theater à Hambourg (1966), au Bayerisches Staatsschauspiel à Munich (1972) et au Festival de Salzbourg (1975). L'acteur de personnages Rudolf est un spécialiste des personnalités déchirées et incarne en ce sens le personnage principal de L'Homme difficile (de) de Hugo von Hofmannsthal en 1954 et 1964 notamment.
Leopold Rudolf est rare au cinéma. Il démontre son énorme polyvalence dans des rôles aussi divers que "l'idiot du village" Vitus dans Cordula (1950) ou que le vieux baron Trotta dans l'adaptation télévisée en deux parties du roman de La Marche de Radetzky de Joseph Roth.
Il fut marié à l'actrice Marion Degler.
Le 10 mai 1978, trois semaines seulement avant sa mort, Leopold Rudolf est le père de Six Personnages en quête d'auteur de Luigi Pirandello pour la dernière fois sur la scène de Josefstadt ; le 4 juin, il succombe à une grave maladie dans un hôpital viennois.

## Filmographie
- 1948 : Le Procès
- 1948 : Das andere Leben (de)
- 1948 : Zyankali (de)
- 1948 : Après la tourmente
- 1949 : Lambert fühlt sich bedroht
- 1950 : Schuß durchs Fenster
- 1950 : Le Quatrième Commandement (de)
- 1950 : Cordula
- 1950 : Erzherzog Johanns große Liebe (de)
- 1951 : Amour démoniaque
- 1951 : La Guerre des valses
- 1951 : Maria Theresia
- 1951 : À deux dans une auto (de)
- 1951 : Der Rabe
- 1952 : Vienne, premier avril an 2000
- 1953 : Praterherzen (de)
- 1953 : Das letzte Aufgebot (de)
- 1953 : Die Todesarena (de)
- 1954 : Die Hexe (de)
- 1955 : Mozart
- 1960 : Le Brave Soldat Chvéïk
- 1962 : Deutschland - deine Sternchen (de)
- 1963 : Der Tod des Handlungsreisenden (de) (TV)
- 1963 : Biedermann und die Brandstifter (de) (TV)
- 1965 : Radetzkymarsch (de) (TV)
- 1968 : Inspektor Blomfields Fall Nr. 1 – Ich spreng euch alle in die Luft (de)
- 1973 : Tatort: Frauenmord (de)